# بورتیتسه (ناحیه پلهریموف)
بورتیتسه (به چکی: Bořetice) یک منطقهٔ مسکونی در جمهوری چک است که در ناحیه پلهریموو واقع شده‌است. بورتیتسه ۳٫۵۸ کیلومتر مربع مساحت و ۷۰ نفر جمعیت دارد و ۴۹۱ متر بالاتر از سطح دریا واقع شده‌است.